# Bedizzole
Bedizzole là một đô thị trong tỉnh tỉnh Brescia thuộc vùng Lombardia, Ý. Đô thị này có diện tích 26 km², dân số 10203 người. Các đơn vị dân cư trực thuộc là: Bussago, Campagnola, Cantrina, Cogozzo, Macesina, Masciaga, Monteroseo, Piazza, Pontenove, Salago, San Rocco, San Tomaso, San Vito, Sedesina.
Các đô thị giáp ranh gồm: Calcinato, Calvagese della Riviera, Lonato, Mazzano, Nuvolento, Nuvolera, Prevalle